# گراهام (میزوری)
گراهام (به انگلیسی: Graham) یک شهر در ایالات متحده آمریکا است که در شهرستان نوداوای، میزوری واقع شده‌است. گراهام ۰٫۶۷ کیلومتر مربع مساحت و ۱۷۱ نفر جمعیت دارد و ۲۹۰ متر بالاتر از سطح دریا قرار دارد.